# Generalife
Generalife (arabiska: Jannat al-'Arif - Arkitektens trädgård) var Nasridiska sultanen i Granadas sommarpalats.
Palatset och dess trädgårdar uppfördes under Muhammed III:s regeringstid (1302-1309) och redekorerades kort därefter av Ismail I (1313-1324). 

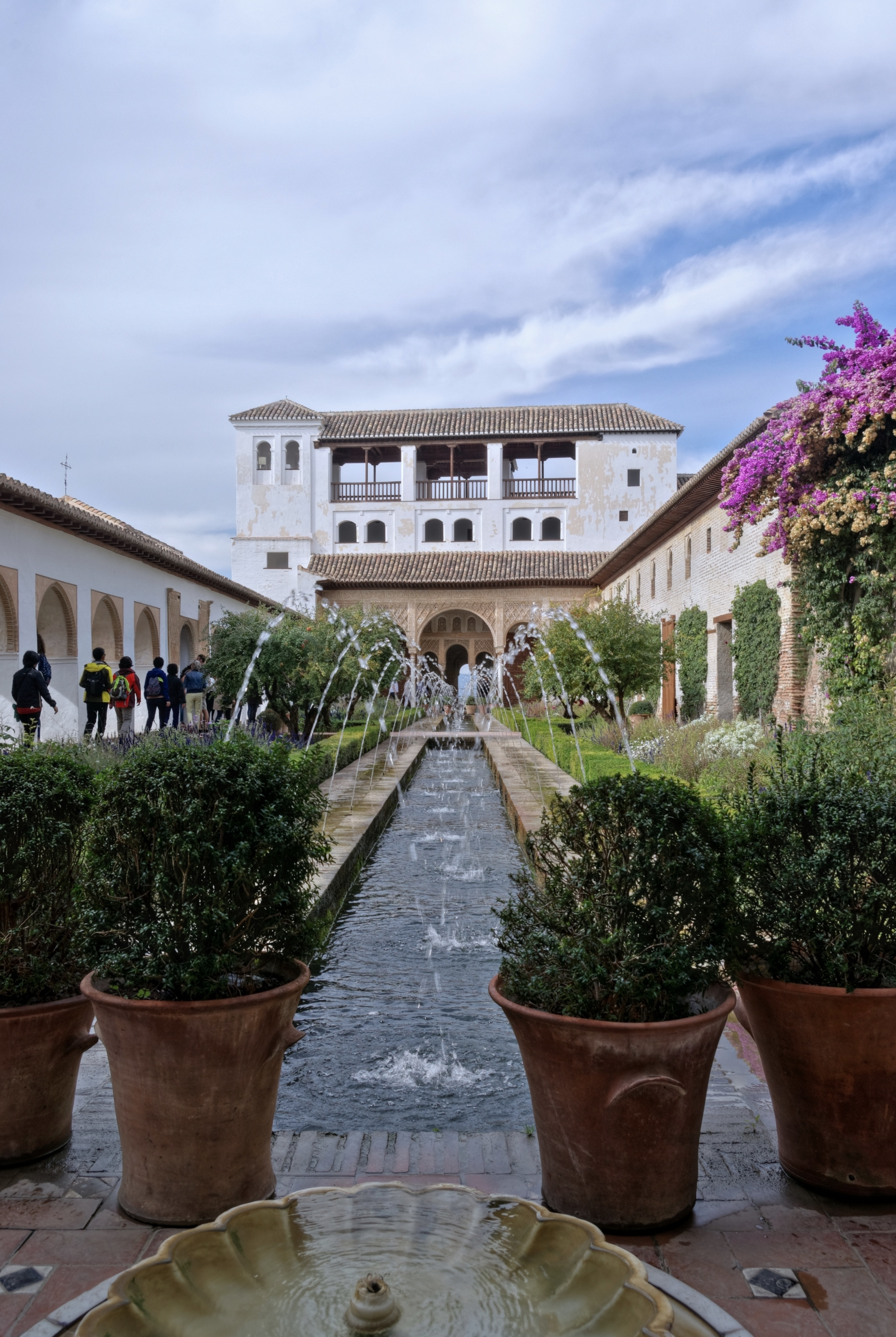
la Acequias gårdsplan.

Komplexet består av Patio de la Acequia (Vattenkanalens eller vattengårdens patio), vilken har en lång damm omgiven av blomsterbäddar, fontäner, kolonnader och paviljonger samt Jardín de la Sultana (Sultanas trädgård eller gårdsplan med cypresser). Den förstnämnda tros bäst bevara stilen för de medeltida trädgårdarna i Al-Andalus. Ursprungligen var palatset sammanbundet med Alhambra av en täckt gångväg över den ravin som nu delar dem. Generalife är en av de äldsta bevarade moriska trädgårdarna.
Dagens trädgårdar påbörjades 1931 och färdigställdes av Francisco Prieto Moreno 1951. Gångvägarna är täckta i traditionell granadisk stil med mosaik av klappersten: vita från floden Darro och svarta från floden Genil.